# Calling Card
Calling Card – ósmy album irlandzkiego gitarzysty i wokalisty Rory’ego Gallaghera, wydany w 1976 r.
To drugi album Gallaghera wydany przez wytwórnię Chrysalis Records i jedyny, którego producentem był Roger Glover z Deep Purple. Stylistycznie jest to jeden z najbardziej zróżnicowanych albumów artysty, łączący hard rocka, blues rocka, jazz, ballady i muzykę celtycką. Zawiera m.in. jeden z najbardziej rozpoznawalnych utworów Gallaghera, Moonchild.
W 1998 r. wytwórnia Buddha Records wydała płytę w wersji zremasterowanej, z dwoma bonusami nagranymi w 1976 r. w San Francisco.

## Lista utworów
Wszystkie utwory autorstwa R. Gallaghera.
| 1. | Do You Read Me         | 5:20  |
|    |                        |       |
| 2. | Country Mile           | 3:18  |
|    |                        |       |
| 3. | Moonchild              | 4:48  |
|    |                        |       |
| 4. | Calling Card           | 5:24  |
|    |                        |       |
| 5. | I'll Admit You're Gone | 4:25  |
|    |                        |       |
| 6. | Secret Agent           | 5:45  |
|    |                        |       |
| 7. | Jacknife Beat          | 7:04  |
|    |                        |       |
| 8. | Edged In Blue          | 5:31  |
|    |                        |       |
| 9. | Barley And Grape Rag   | 3:39  |
|    |                        |       |
|    |                        | 45:14 |
|    |                        |       |

## Wykonawcy
- Rory Gallagher – wokal, gitary, harmonijka ustna
- Gerry McAvoy – gitara basowa
- Lou Martin – instrumenty klawiszowe
- Rod de'Ath – bębny, instrumenty perkusyjne